# Otto Gauß
Otto Gauß (Dorfmerkingen, 29 de diciembre de 1877 – Rottweil, 12 de febrero de 1970) fue un religioso, compositor y organista alemán.

## Biografía
De familia católica, entre 1897 y 1901, además de teología, estudió contrapunto y órgano en la Universidad Eberhard Karl de Tubingen. En ese tiempo sus resultados académicos ya eran excelentes y consiguió un premio por unh trabajo titulado “Las misas de Mozart en comparación con las del Kaiser en el siglo XVI” (‘’Die Messen Mozarts im Vergleich zu denen der Klassiker des 16. Jh.“).
Tras su consagración como cura pasó a ser profesor de música en el Wilhelmsstift de Tubingen para la formación en este campo de los estudiantes de teología. 
En 1910 se mudó a Rottenburg am Neckar para pasar el servicio de prevendas de la catedral.
En 1914 fue nombrado párroco de Tigerfeld.
Sus composiciones fueron descritas por Joseph Haas como equilibradas y de un fluido natural.

## Obra (selección)
A lo largo de 30 años compuso en torno a 180 obras, la mayoría de ellas para coro mixto: 20 misas (principalmente a cappella), pero también canciones en latín y alemán para la iglesia, así como también algunas paganas.

## Libros (selección)
- 1913. “Composiciones de órgano de los nuevo y los vioejos tiempos”, Zúrich.
- 1915. Fue coeditor del Compendium Möhler-Gauß de la música eclesiástica católica de: Kompendium der katholischen Kirchenmusik, 2/1915;